# Bug Labs
Bug Labs es una empresa tecnológica con sede en Nueva York que desarrolló y comercializó hardware libre, periféricos para la rápida creación de prototipos de dispositivos electrónicos. La compañía fue fundada en abril de 2006, desarrolló una plataforma de hardware parecida a Lego que entusiastas e ingenieros usaron para crearse sus propios dispositivos. Actualmente, la compañía desarrolla software y firmware para conectar dispositivos a Internet, está asociada a varias compañías Fortune 100, incluyendo operadores de móviles, para la invención de nuevos tipos de dispositivos inalámbricos. 
Bug Labs anunció recientemente el nuevo servicio de intercambio de datos para el Internet de las cosas llamado dweet.io. dweet.io es un servicio de mensajería simple y ligero para los dispositivos. No requiere instalación ni registro, se envían los datos directamente a la nube "dweeting" con una simple API. También se puede jugar con la consola de dweet.
Coincidiendo con dweet.io, Bug Labs presentará próximamente una herramienta de visualización llamada Freeboard.  Esta herramienta es similar a dweet.io; conecta dispositivos y mira los datos proporcionados. Los usuarios pueden conectarse por HTTP, JSON, o por un dispositivo conectado a dweet y observar en segundos los datos en tiempo real.
Bug Labs quiere llegar a ser un servicio de alertas que pueda cambiar el formato de notificación del Internet de las cosas, haciéndolo más sencillo para cualquier persona y con el tiempo que todos sean capaces de hacerlo por sí mismos. 